# Temporada da IndyCar Series de 2015
A temporada da Verizon IndyCar Series de 2015 foi a vigésima temporada da categoria. O chassi é o Dallara DW12, mas a partir deste ano terá kits aerodinâmicos desenvolvidos pela Chevrolet e pela Honda, fornecedora dos motores da categoria e a Firestone continua fornecendo pneus para as equipes.
Teve como campeão o neozelandês Scott Dixon, da Chip Ganassi Racing, que, embora tivesse empatado em pontos com Juan Pablo Montoya, da Penske, conquistou o título por ter mais vitórias que o colombiano (3, contra 2 de Montoya).
A temporada ficou marcada pela morte do inglês Justin Wilson, da Andretti Autosport, vitimado por uma grave lesão na cabeça sofrida no GP de Pocono, após uma parte do carro do estadunidense Sage Karam da Chip Ganassi atingí-lo.

## Calendário
| Prova | Nome da corrida                         | Circuito                    | Local                   | Data         |
| ----- | --------------------------------------- | --------------------------- | ----------------------- | ------------ |
| 1     | Firestone Grand Prix of St. Petersburg  | Ruas de St. Petersburg      | St. Petersburg, Flórida | 29 de março  |
| 2     | Indy Grand Prix of Louisiana            | NOLA Motorsports Park       | Avondale, Luisiana      | 12 de abril  |
| 3     | Toyota Grand Prix of Long Beach         | Ruas de Long Beach          | Long Beach, Califórnia  | 19 de abril  |
| 4     | Honda Indy Grand Prix of Alabama        | Barber Motorsports Park     | Birmingham, Alabama     | 26 de abril  |
| 5     | Angie's List Grand Prix of Indianapolis | Indianapolis Motor Speedway | Speedway, Indiana       | 9 de maio    |
| 6     | 99th Indianapolis 500                   | Indianapolis Motor Speedway | Speedway, Indiana       | 24 de maio   |
| 7     | Chevrolet Indy Dual in Detroit (1)      | Belle Isle Park             | Detroit, Michigan       | 30 de maio   |
| 8     | Chevrolet Indy Dual in Detroit (2)      | Belle Isle Park             | Detroit, Michigan       | 31 de maio   |
| 9     | Firestone 600                           | Texas Motor Speedway        | Fort Worth, Texas       | 6 de junho   |
| 10    | Honda Indy Toronto                      | Exhibition Place            | Toronto, Ontário        | 14 de junho  |
| 11    | MAVTV 500                               | Auto Club Speedway          | Fontana, Califórnia     | 27 de junho  |
| 12    | ABC Supply Wisconsin 250                | The Milwaukee Mile          | West Allis, Wisconsin   | 12 de julho  |
| 13    | Iowa Corn Indy 300                      | Iowa Speedway               | Newton, Iowa            | 18 de julho  |
| 14    | Honda Indy 200                          | Mid-Ohio Sports Car Course  | Lexington, Ohio         | 2 de agosto  |
| 15    | Pocono IndyCar 500 fueled by Sunoco     | Pocono Raceway              | Long Pond, Pensilvânia  | 23 de agosto |
| 16    | GoPro Grand Prix of Sonoma              | Sonoma Raceway              | Sonoma, Califórnia      | 30 de agosto |

- Circuitos ovais }}
- Circuitos de rua temporários }}
- Circuitos mistos permanentes }}

Notas
- Originalmente estava agendado que a primeira etapa da temporada, denominada de Brasilia Indy 300, iria acontecer no Autódromo Internacional Nelson Piquet, em Brasília,[3] porém no dia 29 de janeiro de 2015, a prova foi cancelada pelos organizadores do evento.[4][5]

- O calendário da temporada não contará com Houston,[1] cedendo o lugar para a estreia em Luisiana, que sediará uma prova da IndyCar, disputada no NOLA Motorsports Park, em Avondale.[6]